# Pyrgoniscus emarginatus
Pyrgoniscus emarginatus is een pissebed uit de familie Armadillidae. De wetenschappelijke naam van de soort is voor het eerst geldig gepubliceerd in 1910 door Gustav Budde-Lund.